# Helobdella stagnalis
Helobdella stagnalis är en ringmaskart som först beskrevs av Carl von Linné 1758.  Helobdella stagnalis ingår i släktet Helobdella och familjen broskiglar. Arten är reproducerande i Sverige. Inga underarter finns listade i Catalogue of Life.